# Alekszandra Georgijevna Romanova orosz nagyhercegné
Alekszandra Georgijevna orosz nagyhercegné, született Alexandra görög és dán királyi hercegnő (görögül: Πριγκίπισσα Αλεξάνδρα της Ελλάδας και Δανίας, oroszul: Великая княгиня Александра Георгиевна Романова; Korfu, 1870. augusztus 30. – Iljinszkoje, 1891. szeptember 24.) görög és dán királyi hercegnő, házassága révén orosz nagyhercegné.

## Élete

### Származása
Alexandra hercegnő I. György görög király és Olga Konsztantyinovna orosz nagyhercegnő első leányaként látta meg a napvilágot 1870-ben, Korfu szigetén. Édesapja eredetileg a dán királyi családból származott, csak később került a görög trónra; és így valamennyi gyermeke egyaránt viselte a dán és a görög hercegi címeket is. Édesanyja, Olga királyné a Romanov-házba született Konsztantyin Nyikolajevics nagyherceg leányaként, azaz I. Miklós cár unokájaként.
Az „Aline”-nak vagy „görög Alixnak” becézett hercegnő a család egyik közkedvelt tagjának számított: „Egyike volt azoknak a kedves és szeretetreméltó teremtéseknek, akiket mindenki megkedvel, aki csak kapcsolatba kerül velük” – mondta róla fivére, Miklós királyi herceg.

### Házassága
Alexandra hercegnő már igen fiatalként megismerkedett majdani férjével, Pavel Alekszandrovics orosz nagyherceggel. Pavel nagyherceg II. Sándor cár és Marija Alekszandrovna cárné hatodik fiaként született. Gyenge egészsége és légzési nehézségei miatt a zord orosz telek elől melegebb éghajlatú vidékre kellett utaznia, s rendszerint unokanővéréhez, Olga királynéhoz ment. Ezenfelül Alexandra hercegnő is gyakran utazott édesanyja rokonaihoz családi összejövetelekre így a nagyherceg és Alexandra hercegnő gyermekkoruktól jó kapcsolatban álltak.
Mikor Alexandra hercegnő tizenkilenc éves lett, Pavel nagyherceg megkérte a kezét; a hercegnő örömmel fogadta el ajánlatát. Mivel a görög királyi család tagjaként Alexandra már ortodox keresztény volt, így nem kellett átkeresztelkednie, csupán nevét változtatta meg „Alekszandra Georgijevnára”. A pár Szentpétervárott, 1889. június 17-én kelt egybe.
A házaspár egy, a Néva partján álló palotát választotta állandó lakhelyként. Szoros baráti kapcsolat szövődött Alekszandra nagyhercegné és sógornéja, Jelizaveta Fjodorovna nagyhercegné között, „olyanok lettek, mint két nővér, mintegy a férjeik között fennálló állandó, szoros kapcsolat tükörképeként”. Jelizaveta nagyhercegné férje, Szergej Alekszandrovics nagyherceg Pavel Alekszandrovics legifjabb bátyja és egyben legjobb barátja is volt.
Alekszandra Georgijevnának és Pavel Alekszandrovicsnak két gyermeke született, egy fiú és egy leány:
- Marija Pavlovna nagyhercegnő (1890–1958), házassága révén svéd királyi és södermanlandi hercegné
- Dmitrij Pavlovics nagyherceg (1891–1942), Raszputyin gyilkosa.

### Halála
1891-ben a nagyhercegi pár a család iljinszkojei birtokára utazott. Alekszandra Georgijevna ekkor áldott állapotban volt, és már a hetedik hónapban járt. A nagyhercegné és sógornéja minden nap sétát tettek a Moszkva folyó partján, ahol egy csónak állt lehorgonyozva. Alekszandra nagyhercegné „soha nem a kis levezető ösvényt használta a csónak megközelítéséhez, hanem mindig egyenesen beleugrott a híd egyik kisméretű kiszögelléséről. Ezen a bizonyos napon megint így tett, a terhessége előrehaladott voltát figyelembe sem véve. A következmény az idő előtt megindult szülés volt… Egy fogadás közepén a hercegnő összeesett az óriási szülési fájdalmaktól… Minden lehetséges dolgot elkövettek, hogy megmentsék a nagyhercegné életét. Minden, amit a tudomány csak megtehet, és az orvosok erőfeszítései mind hiábavalónak bizonyultak: Alekszandra Georgijevna nagyhercegné kétnapnyi szörnyű szenvedés után elhalálozott.”
A nagyhercegné gyermekét, Dmitrij Pavlovics nagyherceget nagy nehézségek árán megmentették, és az újszülött életben maradt. Pavel nagyherceg egészsége felesége halála miatt megromlott, orvosai külföldi gyógykúrát ajánlottak neki, így gyermekeit Szergej nagyherceg és Jelizaveta Fjodorovna nagyhercegné gondjaira bízta. A nagyherceg később morganatikus házasságot kötött Olga Valerianovna Karnovával.